# فلاديمير رومانينكو
فلاديمير رومانينكو (بالروسية: Романенко, Владимир Александрович)‏ هو لاعب كرة قدم روسي في مركز الوسط، ولد في 30 سبتمبر 1987 في ساراتوف في روسيا. لعب مع لوخ إينيرجيا فلاديفوستوك ونادي توسنو ونادي خيمكي.

## وصلات خارجية
- فلاديمير رومانينكو على موقع قاعدة بيانات كرة القدم.إي يو (الإنجليزية)
- فلاديمير رومانينكو على موقع Soccerway.com (الإنجليزية)